# Murist-La Molière
Murist-La Molière (toponimo francese) è stato un comune svizzero del Canton Friburgo, nel distretto di Estavayer.

## Storia
Il comune di Murist-La Molière è stato soppresso nel 1816 con la sua divisione nei nuovi comuni di La Vounaise, Montborget e Murist.